# Conseil de la vie collégienne
Le conseil des délégués pour la vie collégienne (CVC), plus couramment appelé conseil de la vie collégienne fonctionne comme le CVL. Il est présidé par le chef d'établissement, il est constitué d'élus élèves et de représentants de l'administration, du personnel et des parents désignés par le conseil d'administration (CA). Les élus du CVC peuvent être désignés soit par le Conseiller principal d'éducation (CPE) soit à l'issue d'un vote des élèves.

## Rôle
Le CVC est une instance d'échanges et de dialogue entre les élèves et les autres membres de la communauté éducative. C'est un ensemble d'élèves et des personnes qui participent à l'action éducative dans un collège. Certains exemple réalisable par le CVC :
- Aménagement de la restauration scolaire
- Travail et amélioration du règlement intérieur
- Formation des représentants d'élèves
- Travail de communication entre le (CA) du collège, les délégués et éco-délégués

## Fonctionnement
Le conseil d'administration du collège fixe les règles de fonctionnement du conseil. Le CVC se doit lui-même d'adopter son règlement intérieur. Les séances du CVC se tiennent suffisamment régulièrement, généralement mensuel pour pouvoir réaliser et maintenir les différents projets en cours projets portés par les représentants des élèves.
C'est au principal ou principal adjoint de l'établissement d'informer les membres du CVC des suites données à ses propositions.